# Ungrare i Ukraina

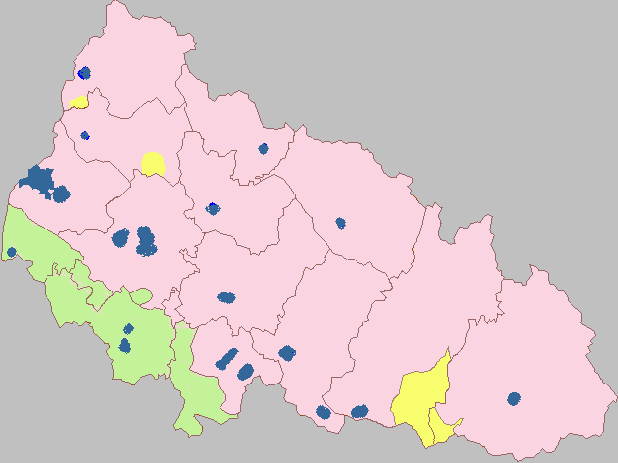
Etnisk karta över Transkarpatiens oblast 2001.
Ukrainare (inkl. rusiner)
Ungrare
Rumäner
Blandad ukrainare (inkl. rusiner) och ryssar

Ungrare i Ukraina räknas personer som bor i Ukraina och som har sitt ursprung i Ungern och/eller definiera sig som ungrare. Enligt Ukrainas folkräkning 2001 fanns det sammanlagt cirka 156 600 ungrare i Ukraina. Staden Berehova (ungerska: Beregszász) har den största andelen (48,1%) ungerskspråkiga. Ungrarna är Ukrainas femte största minoritet. 
Den största delen av den ungerska minoritet i Ukraina bor i Transkarpatiens oblast som tidigare hette Karpato-Ukraina och som ingick i Österrike-Ungern i hundratals år. Åren 1918-1945 var området en del av Tjeckoslovakien. Efter andra världskrigets slut 1945 annekterades området av Sovjetunionen och införlivades med Ukrainska SSR.

## Historia
I samband med revisionen av de efter första världskriget dragna gränserna 1938 fick även Ungern bland annat tillbaka områden med ungersk majoritet i Slovakien (inklusive det senare ukrainska området). 1939 utropades området som Karpatorutenska republiken vilken varade en dag innan Ungern tog över kontrollen. Efter andra världskrigets slut annekterades området av Sovjetunionen som införlivade det med Ukrainska SSR. Efter Ukrainas självständighet 1991 utgör området Transkarpatiska området. Huvudstad är Uzjhorod. Ungrarna utgör alltjämt en betydande minoritet av befolkningen.

## Den ungerska minoritetens situation i Ukraina
En språklag infördes av det ukrainska parlamentet och godkändes av president Viktor Janukovytj i 2012. Lagen tillåter andra språk än ukrainska som administrationsspråk på regional och lokal nivå i Ukraina, där bland andra ungerska infördes som lokala språk i några gränskommuner. År 2018 försämrades Ukrainas relation till grannlandet Ungern efter att parlamentet hade godkänt en lag som förbjöd undervisning i minoritetsspråk. Ungern har å sin sida lovat blockera alla Ukrainas EU och Nato ambitioner om inte språklagen ändras. Parlamentet godkände kort efter presidentvalet i Ukraina 2019 en lag som ger det ukrainska språket en särskild status och skärper språkkraven. Lagen ställer krav på att fler program i radio och TV ska vara på ukrainska och fastslår att alla invånare ska kunna språket. Det betyder inom den offentliga sektorn bland annat krav på att myndigheter, läkare, soldater och lärare ska kunna tala ukrainska. Om de inte klarar språkkraven så hotas de av böter. Lagen ska först undertecknas av den avgående presidenten Petro Porosjenko som har avvisat all kritik mot lagen. Ukrainas nyvalde, men ännu inte tillträdde, president Volodymyr Zelenskij, som själv år rysktalande, har riktat kritik mot lagen. Denna språklag har fått kritik också av instanser inom FN och EU samt från Ryssland. Ukraina godkänner de jure inte dubbla medborgarskap men Ungern har beviljat hundratusentals etniska ungrare bland annat i Ukraina dubbelmedborgarskap sedan en ungersk lag antogs 2011. Ukraina uppmanade 2018 Ungerns konsul i Berehove Erno Keskeny att lämna landet. Konsuln erklärades persona non grata och anklagades för att ha utfärdat pass till etniska ungrare som är ukrainska medborgare. Från ungersk sida försvaras det med att extremister i Ukraina hotar etniska ungrare, och att regeringen i Kiev agerar så att det skapar spänningar.

## Kända personer ur den ungerska minoriteten i Ukraina (urval)
- Andrea Bocskor
- Valerij Heletej
- Jozjef Sabo